# Laccophilus maindroni
Laccophilus maindroni är en skalbaggsart som beskrevs av Régimbart 1897. Laccophilus maindroni ingår i släktet Laccophilus och familjen dykare.

## Underarter
Arten delas in i följande underarter:
- L. m. persicus
- L. m. maindroni